# Marc Márquez
Pour les articles homonymes, voir Márquez.
Márquez  Alentà est un nom espagnol. Le premier nom de famille, en général paternel, est Márquez ; le second, en général maternel, souvent omis, est Alentà.

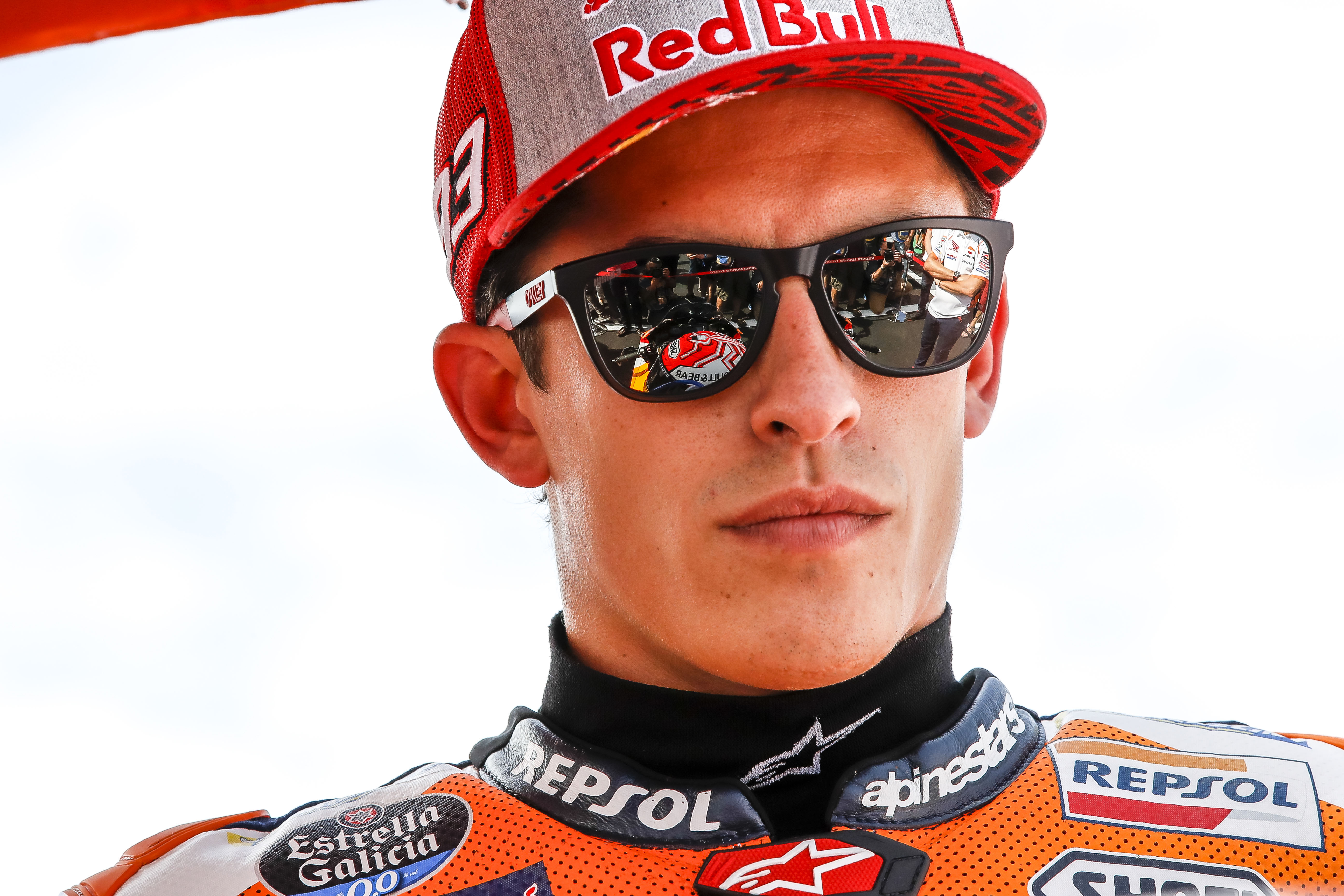
Marc Marquez.

Marc Márquez, né le 17 février 1993 à Cervera (province de Lleida, Espagne), est un pilote de vitesse moto espagnol participant au championnat du monde.
Il est détenteur de huit titres de champion du monde : en 2010 dans la catégorie 125 cm3, en 2012 dans la catégorie Moto2 puis en 2013, 2014, 2016, 2017, 2018 et 2019 dans la catégorie MotoGP. Il est également, le plus jeune champion du monde de l'histoire de la catégorie reine. Le 26 mars 2014, il est récompensé lors de la prestigieuse cérémonie des Laureus World Sports Awards, qui honore chaque année les plus grands sportifs de la planète, par le prix de « révélation de l’année »
Après onze saisons avec Honda en MotoGP, il quitte l'équipe fin 2023. Il rejoint ensuite Gresini Racing, devenant ainsi le coéquipier de son frère Álex Márquez pour la saison 2024, et Ducati Corse en 2025 en compagnie du double champion du monde, Francesco Bagnaia.

## Biographie
Marc Márquez est le fils de Julià Márquez, acteur, et de Roser Alentà. Il est surnommé la « Fourmi de Cervera » dans le monde et « el tro de Cervera » dans sa ville natale, ce qui signifie le « Tonnerre de Cervera ». Il a un frère, Álex Márquez, qui a été pilote dans la même écurie que Marc durant la saison 2020, puis durant la saison 2024.

### Débuts
Un peu avant ses quatre ans, Marc Márquez demande aux Reis d'Orient (les rois mages) une moto. Il s’agit d’une «peewee» de marque Yamaha d’occasion. Son père doit lui installer des stabilisateurs pour qu’il puisse s’en servir et garder son équilibre. Ses premiers tours de roues sont effectués à Cervera, dans le champ d’un ami de son père.
À quatre ans et demi, il participe à sa première course d’endurance père et fils. Ils doivent effectuer deux tours de piste. À la fin du premier tour, son père lui propose d’arrêter, les autres concurrents ayant déjà terminé la course. Marc veut achever sa course et ils terminent bons derniers.
Alors qu’il n’a que cinq ans, il participe à son premier championnat « l'enduro dels nens » dans la catégorie d’initiation où il termine à plusieurs reprises sur le podium.
À six ans, son père lui offre une KTM 50 avec laquelle il peut faire du motocross. Il devient vice-champion de Catalogne de motocross lors de la saison 2000 et devient champion lors de la saison 2001. La même année, il termine à la 4e place du championnat d’enduro sur une Kawasaki 65.
Un ami de la famille, Jaume Curco, propose que Marc s’essaye aux courses sur circuits asphaltés. À l’âge de huit ans, il participe à 35 compétitions dans des disciplines différentes comprenant de l’enduro, du dirt track, du motocross ainsi que la « Promo Cup Velocidad ». Il participe à la saison 2002 de la Copa Conti, un championnat de moto vitesse qui se déroule sur des pistes ou des circuits de parkings. Les débuts sont laborieux mais à la mi-saison, Marc Márquez se sent de plus en plus à l’aise sur l’asphalte. Il termine la saison en troisième position.
Il se concentre ensuite sur les épreuves de vitesse et participe au championnat Open RACC50. C’est un championnat catalan qui se déroule sur des circuits tels que Montmeló, Calafat et Can Padro. Marc Márquez s’adapte directement à la catégorie et remporte, dès sa première saison, le championnat.
Marc Márquez progresse et monte d’une catégorie la saison suivante. Il débute en 125 cm3 dans le championnat d’Espagne PreGP sur une Honda de l'équipe RACC Impala. Il a pour coéquipier Pol Espargaró. Après les six courses du championnat à Albacete, Montmeló et Valence, il termine vice-champion derrière Espargaró.
L’année suivante, son équipe est renommée « RACC Caja Madrid ». Il rencontre Emilio Alzamora, champion du monde 125 cm3 en 1999. Il remporte le titre de champion de Catalogne de Supermotard en catégorie 85 cm3. Ce championnat lui sert d’entrainement pendant la trêve. En 2005, il devient champion de Catalogne 125 cm3.
En 2007, il participe à des épreuves du Championnat d’Espagne de Velocidad 125 cm3 dans l’équipe Monlau dirigée par l’ancien champion du monde Emilio Alzamora, équipé d’une KTM et termine huitième à la fin de la saison. Handicapé par son faible poids, 43 kg pour 150 cm, on doit lester sa moto de 20 kg afin d’atteindre le poids minimum imposé de 136 kg. Cette charge le désavantage lors des changements de direction. Il remporte la 3e course au programme du championnat sur le circuit de Jerez. Lors de la quatrième course qui a lieu sur le circuit Ricardo Tormo à Valence, il progresse de la 12e à la 4e place avant de chuter à la suite d'un accrochage avec Jonas Folger. Il termine dans le top 10 final en étant le plus jeune pilote. La compétition est remportée par Stefan Bradl.

### 125 cm3

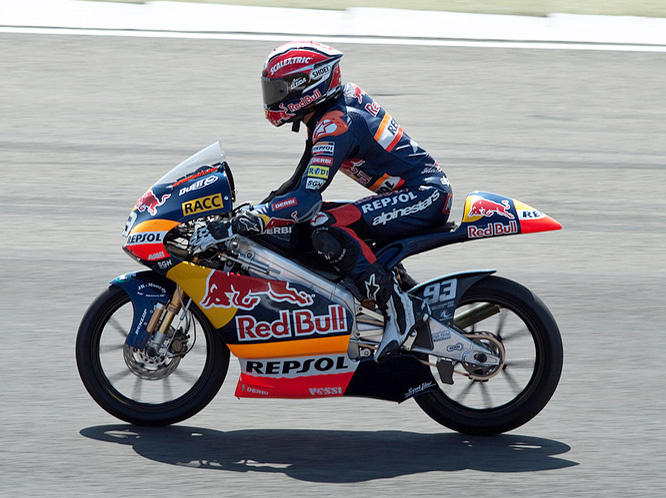
Marc Márquez aux Pays-Bas en 2010.

Marc Márquez commence sa carrière professionnelle en 2008 avec l'écurie Repsol KTM.
Márquez fait ses débuts en championnat le 13 avril 2008 au Grand Prix du Portugal  à l'âge de quinze ans. Il obtient son premier podium le 22 juin de la même année lors de la huitième manche du championnat disputée au Grand Prix d'Angleterre.
En 2009, désormais pilote officiel de l'usine KTM, il termine pour la deuxième fois de sa carrière sur un podium, lors du Grand Prix moto du Portugal disputé à Estoril. Lors du Grand Prix suivant, au Grand Prix de France, il réalise sa première pole position à l'âge de seize ans. Il renouvelle cette performance lors du Grand Prix de Malaisie. Sa deuxième saison en Grand Prix se solde par une huitième place du classement général, avec 94 points, deux pole positions et un podium.
Passé chez Derbi, Márquez commence la saison 2010 par une dernière position lors du premier Grand Prix, disputé au Qatar, course qu'il termine à la troisième place. Après une blessure à l'épaule lors du Grand Prix suivant en Espagne, puis une troisième place au Grand Prix de France, Márquez enchaîne par cinq victoires consécutives. Il remporte d'abord le Grand Prix d'Italie, sa première victoire en carrière, devant ses compatriotes Nicolás Terol et Pol Espargaró, puis confirme à Silverstone devant Espargaró, à Assen, en Catalogne et en Allemagne. Alors qu'il est tête du championnat, il chute lors des essais du Grand Prix suivant, en République tchèque, ce qui relance le championnat, Nicolás Terol remportant cette course et la course suivante tandis que Márquez termine septième puis dixième. Il renoue avec la victoire lors du Grand Prix de Saint-Marin. Percuté par Randy Krummenacher lors du premier virage, Márquez abandonne lors du Grand Prix suivant, laissant Terol occuper la tête du championnat. Il réduit son retard sur celui-ci en remportant le Grand Prix du Japon, puis reprend la tête du championnat en s'imposant en Malaisie, confirmant ensuite en s'imposant en Australie. Après une nouvelle victoire au Portugal, la dixième de sa saison, Márquez compte dix-sept points d'avance sur Terol avant le dernier Grand Prix. Sa quatrième place lors du Grand Prix de Valence lui assure la victoire dans le championnat. Il devient le deuxième plus jeune vainqueur du championnat derrière l'Italien Loris Capirossi, titré en 1990. Son bilan de la saison est dix victoires, douze pole positions en dix-sept courses.

### Moto2

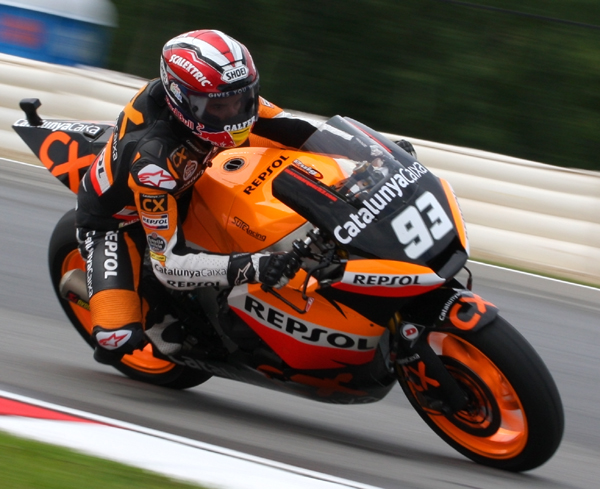
Marc Márquez à Brno en 2011.

Il rejoint la catégorie Moto2 dès la saison suivante, signant avec l'équipe Monlau Competición, avec un châssis Suter.
Après un mauvais début de saison, deux abandons et une vingt-et-unième place, il décroche le 15 mai 2011 sa première victoire en Moto2, sur le circuit du Mans, en s'imposant lors de sa quatrième course seulement dans la catégorie. Deuxième en Catalogne, il abandonne de nouveau lors du Grand Prix suivant. Comme la saison précédente dans la catégorie inférieure, il s'impose à Assen. Il remporte ensuite le Grand Prix d'Italie devant Stefan Bradl puis celui d'Allemagne. Deuxième en République tchèque derrière Andrea Iannone, il réduit son retard sur Bradl en remportant la course disputée à Indianapolis, puis le Grand Prix suivant de Saint-Marin et le Grand Prix d'Aragon, comptant six points de retard au terme de cette course. Il enchaîne par une deuxième place au Japon puis une troisième place en Australie. Durant les essais libres en Malaisie, lors d'une averse sur une partie du circuit non signalée par les commissaires de piste, il est pris au piège et chute lourdement, tout comme deux autres pilotes. Après un examen médical, il est jugé inapte et ne peut disputer le Grand Prix. Il est de nouveau forfait lors de la course suivante, disputée à Valence, ce qui permet à Stefan Bradl de devenir champion du monde. Sur les quinze courses qu'il dispute, Marc Márquez en remporte sept, figurant à onze reprises sur le podium et réussissant sept pole positions, pour un total de 251 points.
En octobre, alors que la saison n'est pas encore terminée, et malgré les fortes sollicitations de l'écurie dominatrice Honda Repsol pour passer en MotoGP et rejoindre Casey Stoner, champion du monde 2011, Marc Márquez décide de poursuivre une nouvelle saison en Moto2 au sein de la même structure avec des objectifs très élevés avant de vraisemblablement monter en catégorie reine en 2013.
Il commence cette nouvelle saison par une victoire lors du premier Grand Prix, disputé au Qatar, puis enchaine par une deuxième place en Espagne derrière Pol Espargaró, et une nouvelle victoire au Portugal, devant Espargaró. Piégé par la pluie, il chute lors du Grand Prix de France avant de s'imposer pour la troisième année consécutive à Assen puis en Allemagne, comptant quarante-trois points d'avance sur le deuxième du classement. Cinquième en Italie, il renoue avec la victoire dès la course suivante, à Indianapolis avant de s'imposer en République tchèque et à Saint-Marin.
Lors des qualifications du Grand Prix d'Australie, il est pénalisé pour avoir heurté un autre pilote durant le tour de décélération, ce qui le fait partir depuis la 38e et dernière place sur la grille. Auteur d'une remontée exceptionnelle, il termine sur le podium, à seulement six secondes du vainqueur, après avoir dépassé la bagatelle de 34 pilotes à la mi-course. Deuxième au Grand Prix d'Aragon, il réalise un exploit en s'imposant lors du Grand Prix de Motegi au Japon : s'élançant depuis la première ligne, il manque son départ, restant bloqué au point mort en pleine piste. Manquant de se faire heurter par l'ensemble du peloton, il finit par enclencher la première, et remonte en moins d'une minute une vingtaine de pilotes. À la mi-course, Marc s'empare de la tête de la course pour ne plus la quitter. Il chute à Sepang lors d'un Grand Prix remporté par Alex De Angelis et termine troisième de la course suivante à Phillip Island en Australie, ce podium lui assurant le titre mondial. Lors de son dernier Grand Prix dans la catégorie Moto2, Marc Márquez se voit pénalisé pour avoir effectué une manœuvre dangereuse et poussé Simone Corsi à la chute. Il est alors obligé de s'élancer depuis la trente-troisième et dernière place. Tout comme à Motegi un mois auparavant, à l'issue du premier tour il a déjà repris vingt-deux places. Sur une piste piégeuse car humide, il se montre patient, regarde ses adversaires chuter les uns après les autres pour s'emparer de la troisième place, et remonte finalement lors des derniers tours sur Nicolás Terol et Julián Simón, qui négociaient pourtant parfaitement leur course mais ne purent rien faire face à la démonstration du jeune Marquez. Cette victoire est la neuvième de la saison, et la vingt-sixième depuis le début de sa carrière.

### Honda (2013-2023)

#### Saison 2013
Le 12 juillet 2012, Repsol Honda Team annonce que Marc Márquez sera pour la saison 2013 pilote officiel de l'écurie aux côtés de Dani Pedrosa.
Pour son premier Grand Prix dans la catégorie reine, il termine troisième derrière les deux pilotes Yamaha, Jorge Lorenzo et Valentino Rossi, ce qui fait de lui le quatrième plus jeune pilote, à vingt ans, à monter sur un podium. Il est devancé par Randy Mamola, Eduardo Salatino et Norick Abe. Deux semaines plus tard, le 21 avril 2013, il devient le plus jeune pilote à remporter un Grand Prix dans la catégorie reine, à l'occasion du deuxième Grand Prix de la saison, lors de la première course courue sur le circuit des Amériques à Austin (Texas), battant ainsi le record de Freddie Spencer. Durant ce même week-end, il établit un nouveau record de précocité en devenant le plus jeune pilote à obtenir une pole position, toujours devant Spencer. Cependant, le Français Fabio Quartararo lui reprend ce titre le samedi 4 mai 2019 lors des séances de qualifications du Grand Prix d'Espagne 2019, où il obtient la première pole position de sa carrière en Moto GP, devenant le plus jeune pilote de l'histoire à conquérir la pôle à l'âge de vingt ans et quatorze jours, détrônant Márquez.

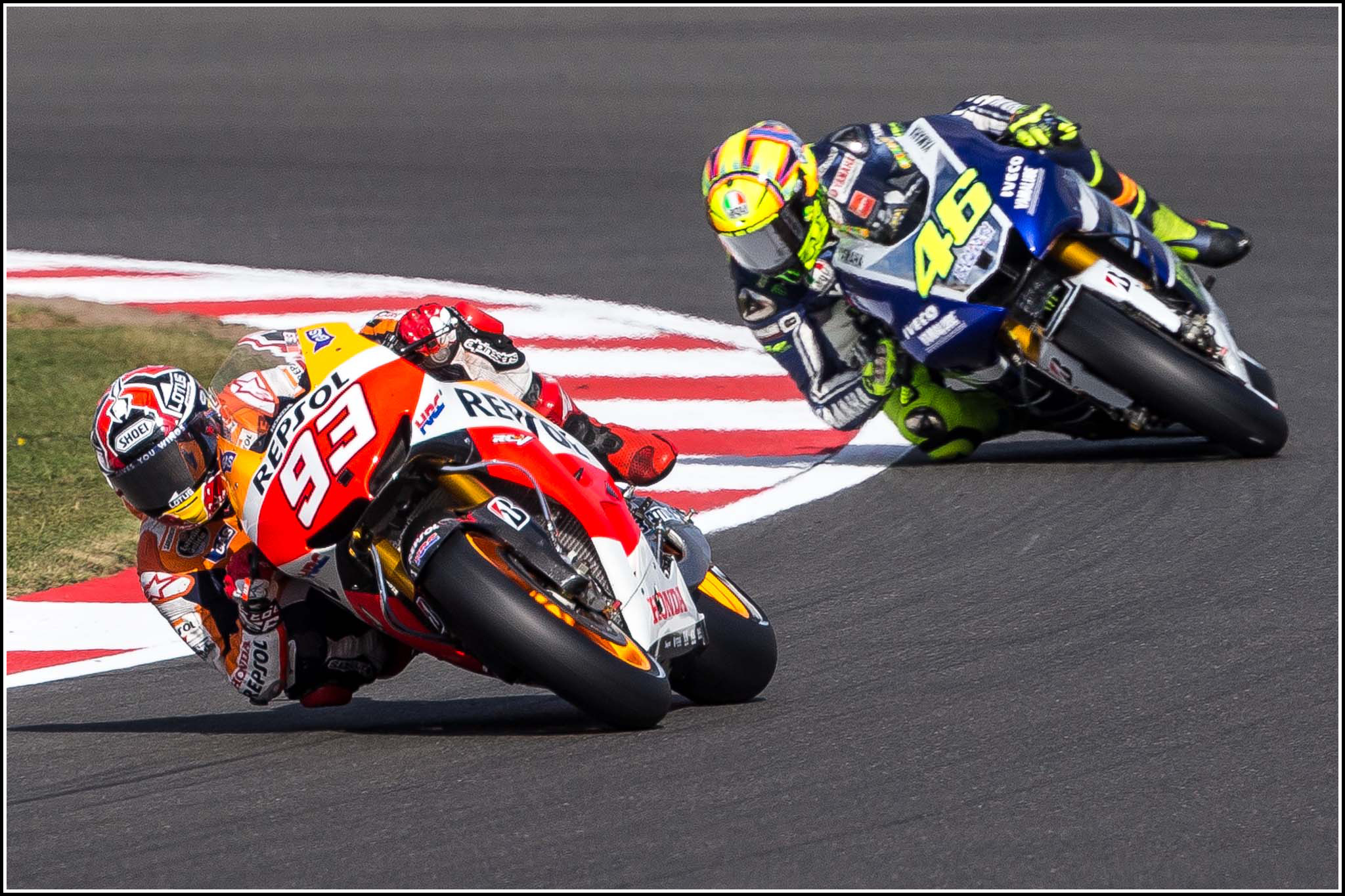
Marc Márquez devant Valentino Rossi à Silverstone en 2013.

Il prend la tête du championnat lors du Grand Prix suivant, à Jerez, en terminant deuxième derrière son coéquipier Dani Pedrosa et devant Jorge Lorenzo. Il devance ce dernier grâce à un dépassement lors du dernier virage, dépassement où les deux pilotes se touchent, Lorenzo quittant alors la piste sans toutefois tomber. Lors du Grand Prix suivant, disputé sur le circuit du Mans en France, il manque son départ alors qu'il a obtenu la pole position. Sur une piste mouillée, il termine finalement à la troisième place, Dani Pedrosa reprenant la tête du classement en raison de sa victoire. Márquez retrouve la première place du championnat au terme du Grand Prix d'Allemagne où il s'impose, ses deux principaux rivaux pour le titre, Dani Pedrosa et Jorge Lorenzo étant absent pour cause de blessures. Il conforte sa position au classement en remportant la course se déroulant une semaine plus tard sur le circuit de Laguna Seca, puis, le 18 août, son quatrième Grand Prix de la saison sur le circuit d'Indianapolis. En remportant un quatrième succès consécutif lors du Grand Prix de République tchèque, il devient le premier débutant dans la catégorie reine à remporter cinq courses consécutives.
Lors du Grand Prix suivant, disputé sur le circuit de Silverstone, il chute lors du tour de chauffe, perdant deux points sur son « permis à points » pour n'avoir pas ralenti à la présentation des drapeaux jaunes signalant la chute de Cal Crutchlow au même endroit,. Malgré une épaule démise, il prend le départ de la course, terminant finalement deuxième derrière Jorge Lorenzo, tout en ayant pris la tête à trois tours de la fin avant de se voir repasser par le pilote Yamaha. Après une deuxième place à Saint-Marin derrière Lorenzo, il s'impose lors du Grand Prix d'Aragon devant Lorenzo après avoir été la cause de la chute de son coéquipier chez Honda Dani Pedrosa. Il augmente son avance au championnat en terminant deuxième de la course suivante à Sepang en devançant Lorenzo, la course étant remportée par Pedrosa. Cette avance est considérablement réduite lors de la course suivante en Australie remportée par Lorenzo : Márquez est exclu pour ne pas s'être arrêté selon les consignes au plus tard au dixième tour pour respecter les recommandations du fournisseur de pneumatiques qui ne peut garantir leur fiabilité jusqu'au terme. Lorenzo s'offre une chance de se succéder en gagnant le Grand Prix moto du Japon devant Márquez.
Le 10 novembre 2013 à Valence, Marc Márquez termine à la troisième place derrière Lorenzo et Pedrosa, et devient le plus jeune champion du monde de MotoGP de l'histoire, à l'âge de 20 ans et 266 jours, détrônant Freddie Spencer. Il est le second pilote de l'histoire à être champion du monde de la catégorie reine dès sa première saison après Kenny Roberts en 1978.

#### Saison 2014
Il domine la première partie des tests hivernaux du MotoGP à Sepang. Il se fracture le péroné et ne participera donc pas aux tests suivants.
Il sera de retour pour le premier GP de la saison au Qatar. Il progressera tout au long des essais libres pour finalement se qualifier en première ligne puis s'imposer après un duel avec Valentino Rossi. La deuxième course de la saison sur le circuit des Amériques lui donne l’opportunité de s’illustrer et de dominer sur une piste où il se sent particulièrement à l'aise.
Depuis le début du championnat et quatre Grands Prix, il se qualifie systématiquement en pole position, et gagne le lendemain. Lors du quatrième Grand Prix de la saison, à Jerez en Espagne, il cumule la pole position, la victoire en Grand Prix, mais surtout son centième Grand Prix toutes catégories confondues. Il est le deuxième pilote avec Giacomo Agostini à gagner quatre Grands Prix d'affilée en début de championnat.
Au Grand Prix de France, il fera non seulement la pole position et la victoire, mais sera surtout le plus jeune pilote à remporter cinq victoires d’affilée dans la catégorie reine à 21 ans. Il bat ainsi le record de Mike Hailwood de 1962. Au cours de ce Grand Prix, il égalera aussi le record de Valentino Rossi en remportant cinq victoires d'affilée en catégorie reine, celui de Giacomo Agostini en remportant les cinq premières manches d’une saison dans la catégorie reine, celui de Mick Doohan en remportant cinq courses de suite en partant de la pole position, et enfin celui de Casey Stoner en alignant six pole positions consécutives en MotoGP.
Il sera de nouveau en pole position et gagnera le Grand Prix d'Italie au Mugello. À Barcelone en Catalogne, il n'arrivera pas à faire la pole position, car pour la première fois depuis le début de la saison, ses concurrents vont le pousser à aller encore plus loin avec sa Honda RC213V et il chutera. Il va pourtant remporter le Grand Prix après un duel avec Valentino Rossi, puis avec Dani Pedrosa. Avec ce Grand Prix, on observe donc que les concurrents travaillent pour espérer gagner devant lui, mais qu'il fait toujours preuve d'une nette supériorité avec un pilotage extrêmement agressif, genou mais aussi coude entièrement au sol, ainsi que d'une maîtrise parfaite de la Honda en la faisant glisser d'un virage à un autre et ainsi dominer le chrono en essai, en qualification et en course. Cette année, Márquez est surnommé « l’extra-terrestre » par la communauté motocycliste et par les médias.
Au Grand Prix de Catalogne, il va également battre plusieurs records dans la catégorie à savoir : sept victoires d'affilée dans la catégorie reine, la 100e victoire de Honda Racing Corporation depuis l'introduction de la MotoGP 4-temps en 2002, et un record inédit puisque c'est la première fois que deux frères gagnent le même grand prix (Marc Márquez en MotoGP et Álex Márquez en Moto3).
Le 28 juin, Marc Márquez remporte sa 8e victoire consécutive au Grand Prix des Pays-Bas à Assen. Il faut remonter à 1971 (huit victoires d'affilée de Giacomo Agostini) pour voir ce nombre de victoires consécutives.
Le 13 juillet, Marc Márquez remporte de nouveau sa 9e victoire consécutive au Grand Prix d'Allemagne, c'est-à-dire toute la première moitié de saison.
Le 10 août, Marc Márquez avec sa victoire sur le circuit d'Indianapolis aux États-Unis devient le premier pilote à enchaîner dix victoires consécutives devant Mick Doohan en 1997, année où Honda Repsol remporta les quinze courses du championnat.
Le 12 octobre, sur le circuit de son employeur Honda, Marc Márquez est sacré champion du monde 2014 après avoir battu Pedrosa et Rossi. À 21 ans, Márquez est le plus jeune pilote à remporter deux titres consécutifs dans la catégorie reine et prend ce record à Mike Hailwood (1963 - 23 ans). Il est le premier pilote espagnol à remporter deux titres consécutifs dans la catégorie reine des Grands Prix et Márquez est le premier pilote Honda à remporter un titre mondial au Twin Ring Motegi.
Le 18 octobre, en obtenant sa 12e pole position à Phillip Island, Marc Márquez devient codétenteur du record de pole positions en une saison avec Mick Doohan et Casey Stoner.
Le 25 octobre au Grand Prix de Sepang en Malaisie, Marc Márquez obtient le record du nombre de pole positions en une saison, grâce à sa 13e pole position.
Le lendemain, en remportant sa 12e victoire, il égale le record du nombre de victoires en une saison de Mick Doohan, datant de 1997.
Au dernier Grand Prix à Valence, Marc Márquez obtient sa 13e et dernière victoire de la saison, et établit le nouveau record du nombre de victoires en une seule saison battant ainsi Mick Doohan.

#### Saison 2015
Tenant du titre, Marc Márquez connaît un début de saison mitigé avec une cinquième position pour le Grand Prix inaugural. Le Grand Prix suivant, il  décroche la pole position devant Andrea Dovizioso. Le lendemain il remporte l'épreuve devant Dovozioso et Rossi. Toujours sur le continent américain, il décroche la pole position du Grand Prix d'Argentine. Le lendemain, il chute à deux tours de la fin et laisse ainsi la victoire à Rossi. Pour le début de la tournée européenne, Márquez  termine deuxième devant son public, lors du Grand Prix d'Espagne. En France, il décroche de nouveau la pole position, devant Dovizioso et Lorenzo. Par la suite, il abandonne à deux reprises (Italie, Catalogne) avant de retrouver des couleurs.
Au Pays-Bas, il termine deuxième derrière son rival, Valentino Rossi.Sur le Sachsenring, en Allemagne, il remporte l'épreuve devant Dani Pedrosa et Rossi. La manche suivante, sur l'Indianapolis, il décroche la pole position et remporte la course . Pour le Grand Prix de République Tchèque, il se qualifie en deuxième position, derrière la Yamaha de Lorenzo. A l'occasion du Grand Prix de Saint-Marin, il remporte sa quarante-neuvième victoire. Il termine la saison à la troisième place du championnat derrière Jorge Lorenzo (champion du monde) et Valentino Rossi.

#### Saison 2016
Pour le grand prix inaugural se déroulant au Qatar, il termine troisième derrière la Ducati de Andrea Dovizioso et Jorge Lorenzo. Le Grand Prix suivant se déroulant en argentine, l'espagnol remporte une course mouvementé avec le meilleur tour en course après être parti de la pole position . Aux USA, il réalise de nouveaux un carton plein avec la pole position, le meilleur tour en course et la victoire tout en profitant de l'abandons de son rival Valentino Rossi au troisième tour. En Espagne, devant son public, il termine à la troisième place, derrière ses deux adversaires au titre. En Italie, il termine à la deuxième position après une bataille musclé contre Lorenzo qui l'emporte de 19 millièmes. En catalogne, il décroche la pole position, puis termine deuxième.
Pour le dernier Grand Prix de l'année à Valence, il termine à la deuxième position, derrière son compatriote qui partait de la pole position. À l'issue de la saison, Marc Márquez remporte son troisième titre en MotoGP avec 298 points.

#### Saison 2017
Le 15 octobre 2017 au Grand Prix du Japon, Marc Márquez obtient son 100e podium, toutes catégories confondues. Il est le pilote le plus jeune de l'histoire à avoir atteint ce chiffre.
Au terme du Grand Prix d'Australie, particulièrement animé dans la lutte pour la victoire entre Rossi, Viñales et Zarco, Márquez remporte sa sixième victoire de la saison et prend une sérieuse option sur le titre. Le pilote espagnol pouvait en effet remporter son quatrième titre de champion du monde au Grand Prix de Malaisie. Finissant à la quatrième place, loin derrière Dovizioso, le pilote espagnol garde le suspense quant au résultat du championnat.
Le 12 novembre, lors du dernier Grand Prix de la saison à Valence, Marc Márquez n'a besoin que d'une 11e place pour remporter le titre mondial. Il part en pole position. Il se maintient en tête lors des premiers tours de la course avant d'être devancé par Johann Zarco. À huit tours de la fin, Márquez est à la lutte avec Zarco pour reprendre la tête de la course et il se fait une grosse frayeur en frôlant la chute, évitée de justesse avec sang-froid en posant le genou sur l'asphalte. Il perd quelques places dans l'aventure, se retrouvant à la cinquième place, derrière Dovizioso et Lorenzo. Mais un tour après, ces deux derniers chutent et laissent Márquez reprendre la troisième place, derrière Pedrosa, vainqueur, et Zarco. Au terme de la course, Marc Márquez remporte son quatrième titre mondial de MotoGP.

#### Saison 2018
Pour le Grand Prix inaugural, il décroche la deuxième position en qualification. Le lendemain, il maintient sa position et termine derrière Dovizioso. Le Grand Prix suivant, il termine dix-huitième, après un accrochage avec Rossi qui lui vaut une pénalité qui l'empêche de marquer des points, malgré le meilleur tour en course qu'il établit. Sur son terrain de prédilections, l'espagnol termine premier des qualification mais subit une pénalité. Le lendemain il remporte la course pour la sixième fois consécutive en six apparition, avec de nouveau le tour le plus rapide en course.
De retour pour la tournée européenne, il remporte son Grand Prix national devant son public et prend de l'avance sur Johann Zarco qui passe deuxième au classement général. En France, il remporte l'épreuve devant Danilo Petrucci et Rossi. Sur les terres italiennes, il termine seizième, tandis que Rossi revient au classement avec une troisième position. De nouveau sur le territoire hispanique, il termine deuxième du Grand Prix de Catalogne derrière son compatriote. Après un début de saison compliqué, il réalise la deuxième pole position de la saison. Le lendemain, il reste à cette position et franchit la ligne pour inscrire en tête, devant Alex Rins et Maverick Viñales pour inscrire son sixième podium en huit courses. Sur le Sachsenring, il réalise la pole position pour la neuvième année consécutive, devant les Ducati de Petrucci et Lorenzo.
Après le Grand Prix du Japon à Motegi, Marc Márquez remporte son cinquième titre en MotoGP le 21 octobre. En effet à la suite d'un duel avec le pilote Andrea Dovizioso, son 42e Grand Prix en MotoGP au Japon et remporte le championnat alors qu'il reste encore trois courses avant la fin de la saison et ce avec une avance de 102 points sur son principal adversaire.
Marc Márquez domine largement la saison 2018. Il devient alors le huitième pilote de l'histoire à remporter 7 titres dans trois catégories de moto différentes avec 68 victoires au total.

#### Saison 2019
Après neuf courses, Marc Márquez domine largement le classement général avec plus de soixante points d'avance.
Lors du grand prix d'Allemagne qui se déroule au Sachsenring, il augmente encore un peu plus ses records. En effet, il signe une dixième pole et dixième victoire d'affilée sur ce circuit allemand.
Marc Márquez a marqué l'histoire de la moto une nouvelle fois lors du grand prix d'Autriche qui se déroule à Spielberg sur le circuit du Red Bull Ring. En effet, en signant une nouvelle pole position, il marque la 59e de sa carrière en MotoGP. Il dépasse la légende Mick Doohan, précédent détenteur du record avec 58 pole positions.
Le 6 octobre, il remporte son huitième titre mondial (le sixième en MotoGP) alors qu'il reste encore quatre courses à disputer. Le nom du champion de MotoGP n'avait plus été assuré aussi tôt depuis 2005 par Valentino Rossi.
Lors du grand prix d'Australie se déroulant à Philip Island, l'Espagnol remporte la 54e victoire de sa carrière. Il dépasse ainsi le champion Mike Doohan et n'a plus devant lui que Valentino Rossi et Giacomo Agostini.
Lors du grand prix de Malaisie qui se déroule à Sepang, Marc Márquez établit un nouveau record. Il devient le pilote à marquer le plus de points, avec 420 points, ôtant le record de 383 points à Jorge Lorenzo.

#### Saison 2020
Après un début de saison retardé à cause du coronavirus, la première course se déroule finalement à Jerez, en Espagne, le 19 juillet. Une bonne qualification permet à Marc Márquez de se placer troisième sur la ligne de départ, derrière les deux Yamaha de Fabio Quartararo (équipe Petronas) et de Maverick Viñales (équipe Yamaha Officiel). Après une erreur en début de course qui le force à tirer tout droit dans le virage 4, il entame une remontée incroyable jusqu'à la troisième place mais chute lourdement dans le troisième virage et se casse l'humérus droit. Dès le week-end suivant, le pilote espagnol essaie de remonter sur sa Honda, sans succès, et se blesse encore plus gravement. Cette blessure lui vaut une absence complète pendant la saison 2020.

#### Saison 2021
Marc Marquez, affligé d'une blessure récurrente à l'humérus droit qu'il s'était brisé lors de la saison 2020, se montre aux avant-postes toute la saison. Il remporte pas moins de 3 courses sur la saison en cours. Il commence la saison lors de la troisième manche, au Portugal. Il termine son premier grand prix en un an à la septième position. Il remporte le Grand Prix d'Allemagne devant Oliveira. Après son succès, il termine à la septième place du Grand Prix des Pays-Bas . L'espagnol termine à la huitième place du Grand Prix moto de Styrie. Il remporte le Grand Prix des Amériques devant Fabio Quartararo. Trois semaines plus tard, de retours en Europe, il remporte le Grand Prix moto d’Émilie-Romagne.
Márquez a tout de même terminé l'année avec quatre podiums, dont trois victoires, 142 points et 7e au championnat des coureurs. Au cours de la saison 2021, il a chuté au total 22 fois en 14 courses.

#### Saison 2022
Lors de la première course de la saison à Losail , Márquez a terminé à la cinquième place.
Lors des essais du deuxième GP de la saison, le Grand Prix d'Indonésie à Mandalika , Márquez a chuté trois fois lors des essais. Après un quatrième accident, un highside violent lors d'une séance d'échauffement avant la course, il a été transporté d'urgence à l'hôpital. Il n'a pas été blessé, mais déclaré inapte à la course. Après d'autres contrôles en Espagne, on lui a diagnostiqué une diplopie, une maladie dont il avait souffert auparavant. Son absence de la troisième course de la saison, le Grand Prix d'Argentine, a été couverte par le pilote d'essai Honda Stefan Bradl.
Il reviendra pour la suite, où il finira dans le top 10 des cinq courses suivantes, pour finalement mettre un terme à sa saison 2022 après la course en Italie pour subir une quatrième intervention chirurgicale à l’humérus. L’os ne se reforme pas autant qu’il l’espérait. D’où les problèmes physiques qui ralentissent Marc Marquez, et la nécessité de retourner au bloc opératoire. Il arrête sa saison pour se reconstruire.
Il qualifiera cette opération de dernière chance . L'opération a été réussie. On lui a ouvert le bras, déplacé son humérus et refermé.

#### Saison 2023
Lors du premier Grand Prix de l'année, il décroche la pole position devant Francesco Bagnaia. Il concrétisera cette pole avec une troisième position en course sprint derrière Jorge Martín et Bagnaia. Le dimanche, il est contraint d'abandonner au deuxième tour, près un accrochage avec Olivera. Il ne reprendra le départ d'un Grand Prix qu'à partir du Grand Prix de France où il termina 5e de la course sprint  Il ne parvint cependant pas à finir la course principale, abandonnant au 25e tour. Ce fut la même chose lors du Grand Prix suivant en Italie. Il termine pour la première fois dans les points lors d'une course principale au Grand Prix d'Autriche avec une 12e place. Lors du Grand Prix du Japon, il termine sur le podium de la course principale pour la première fois de la saison. Au terme de la saison il termine 14e avec 96 points.

### Ducati (2024-2025)

#### Saison 2024
Après 10 ans de collaboration, il quitte l'équipe officielle Honda pour piloter une Ducati privée dans le team Gresini pour un contrat d'une année. Lors de la première course de la saison il termine 5e de la course sprint. Le dimanche, il franchit la ligne quatrième. Le Grand Prix suivant, au Portugal, il termine deuxième de la course sprint lui permettant de monter pour la première fois sur un podium pour Ducati. Le lendemain, il termine hors des points avec une seizième place. Lors du Grand Prix d'Espagne, il signe sa première pole position pour Ducati. Cependant, il ne la concrétise pas et termine deuxième de la course principale derrière Francesco Bagnaia.Sur le continent américain, il signe de nouveau un podium lors de la course sprint du Grand Prix des Amériques. Au Grand Prix de France, il se qualifie treizième. Il parvient à remonter et finir deuxième de la course sprint. L'espagnol parvient à faire de même lors de la course principale le lendemain, et termine de nouveau derrière Jorge Martin. Le grand prix suivant en Catalogne, il termine à la deuxième place de la course sprint. Le lendemain, il termine à la troisième place derrière Francesco Bagnaia et Jorge Martín. La semaine suivante, en Italie, il termine deuxième de la course sprint et quatrième de la course principale.

#### Saison 2025
Pour la saison 2025, il passe dans l'équipe Ducati officielle. Lors de la première course de l'année, pour le Grand Prix de Thaïlande, il termine premier des essais libres 1. Il termine ensuite deuxième des essais libres 2. Pour cinquante-huit millièmes, il termine derrière son frère pour les essais qualificatif. Pour son premier grand prix "chez les rouges", il décroche la pole position devant son frère et son coéquipier. Il mène la course sprint de bout en bout devant son frère et décroche le meilleur tour en tête au deuxième tour. Pour la course principale, il mène la course avant de se rendre compte d'un problème de pression des pneus qui le force à laisser passer son frère et effectuer la majeure partie du grand prix dans ses échappements. Avant la fin de la course, il le dépasse et s'envole vers la ligne d'arrivée pour décrocher sa première victoire chez l'écurie principale de Ducati.
Pour son arrivée sur le continent américain, il ne ralentit pas ses efforts et décroche la première place des essais libres 1 du Grand Prix d'Argentine devant Johann Zarco. Avec un début de week-end aux avant-postes, il se bat avec son frère mais finit par décrocher la pole position devant celui-ci et Zarco. A l'issue de la course sprint, il décroche le troisième doublé en deux GP, son frère finit à nouveau deuxième. Position qu'ils conserveront tous les deux lors de la course principale.
Toujours de passage aux Amériques, il décroche la pole position du grand prix du même nom devant Fabio Di Giannantonio.

## Style de pilotage
Son pilotage est marqué par un style agressif, une recherche permanente des limites, qui l'amène à beaucoup chuter lors des séances d'essai et des dépassements audacieux. Marquez est capable de rattraper sa moto dans des situations désespérées, et s'est fait une spécialité des sauvetages improbables. Ceci est en partie dû à sa position extrême sur la moto : son corps tout entier est en dehors de la selle et son coude (parfois même l'épaule) touche le sol, ce qui l'aide en partie à rattraper sa moto. Ce style impressionnant a inspiré beaucoup de pilotes. Il est aussi le pilote qui détient le record d'angle d'inclinaison (70,8°). Cette technique de pilotage présente cependant un défaut : à l'amorce d'une glisse, une posture moins extrême permet au pilote de redresser davantage sa moto, tout en rapprochant son corps de la piste, pour reprendre du grip. Avec son style de pilotage, sa marge de rattrapage est presque nulle. Il possède en revanche une vitesse de passage en courbe supérieure, surtout dans les virages à gauche. En effet, c’est un pilote qui domine la concurrence sur les circuits anti horaires (Sachsenring, Valence, Aragon, COTA, etc.).

## Statistiques

### Par année
| Saison | Catégorie | Constructeur | Courses | Victoires | Podiums | Pole | MTC | Points | Position | Titres |
| ------ | --------- | ------------ | ------- | --------- | ------- | ---- | --- | ------ | -------- | ------ |
| 2008   | 125 cm3   | KTM          | 13      | 0         | 1       | 0    | 0   | 63     | 13e      | -      |
| 2009   | 125 cm3   | KTM          | 16      | 0         | 1       | 2    | 1   | 94     | 8e       | -      |
| 2010   | 125 cm3   | Derbi        | 17      | 10        | 12      | 12   | 8   | 310    | 1er      | 1      |
| 2011   | Moto2     | Suter        | 15      | 7         | 11      | 7    | 2   | 251    | 2e       | -      |
| 2012   | Moto2     | Suter        | 17      | 9         | 14      | 7    | 5   | 328    | 1er      | 1      |
| 2013   | MotoGP    | Honda        | 18      | 6         | 16      | 9    | 11  | 334    | 1er      | 1      |
| 2014   | MotoGP    | Honda        | 18      | 13        | 14      | 13   | 12  | 362    | 1er      | 1      |
| 2015   | MotoGP    | Honda        | 18      | 5         | 9       | 8    | 7   | 242    | 3e       | -      |
| 2016   | MotoGP    | Honda        | 18      | 5         | 12      | 7    | 4   | 298    | 1er      | 1      |
| 2017   | MotoGP    | Honda        | 18      | 6         | 12      | 8    | 3   | 298    | 1er      | 1      |
| 2018   | MotoGP    | Honda        | 18      | 9         | 14      | 7    | 7   | 321    | 1er      | 1      |
| 2019   | MotoGP    | Honda        | 19      | 12        | 18      | 10   | 12  | 420    | 1er      | 1      |
| 2020   | MotoGP    | Honda        | 1       | 0         | 0       | 0    | 1   | 0      | -        | -      |
| 2021   | MotoGP    | Honda        | 14      | 3         | 4       | 0    | 2   | 142    | 7e       | -      |
| 2022   | MotoGP    | Honda        | 12      | 0         | 1       | 1    | 0   | 113    | 13e      | -      |
| 2023   | MotoGP    | Honda        | 15      | 0         | 1       | 1    | 0   | 96     | 14e      | -      |
| 2024   | MotoGP    | Ducati       | 20      | 3         | 10      | 2    | 4   | 392    | 3e       | -      |
| 2025   | MotoGP    | Ducati       | 13      | 9         | 11      | 7    | 7   | 418*   | 1er*     | ...    |
| Total  |           |              | 280     | 97        | 161     | 101  | 86  | 4482   |          | 8      |

(*) Saison en cours

### Par catégorie
| Cat.    | Année              | 1er GP   | 1er podium | 1re victoire | Courses | Victoires | Podiums | Pole position | MTC | Points | Titres |
| ------- | ------------------ | -------- | ---------- | ------------ | ------- | --------- | ------- | ------------- | --- | ------ | ------ |
| 125 cm3 | 2008-2010          | POR 2008 | GBR 2008   | ITA 2010     | 46      | 10        | 14      | 14            | 9   | 467    | 1      |
| Moto2   | 2011-2012          | QAT 2011 | FRA 2011   | FRA 2011     | 32      | 16        | 25      | 14            | 7   | 579    | 1      |
| MotoGP  | Depuis 2013        | QAT 2013 | QAT 2013   | AME 2013     | 202     | 71        | 122     | 73            | 70  | 3436   | 6      |
| Total   | 2008 - Aujourd'hui |          |            |              | 280     | 97        | 161     | 101           | 86  | 4482   | 8      |

## Résultats détaillés
| Sais | Cat     | Moto   | 1        | 2       | 3        | 4       | 5        | 6        | 7       | 8       | 9       | 10      | 11      | 12      | 13      | 14      | 15       | 16      | 17      | 18      | 19       | 20       | 21  | 22  | Clas | Pts  |
| ---- | ------- | ------ | -------- | ------- | -------- | ------- | -------- | -------- | ------- | ------- | ------- | ------- | ------- | ------- | ------- | ------- | -------- | ------- | ------- | ------- | -------- | -------- | --- | --- | ---- | ---- |
| 2008 | 125 cm3 | KTM    | QAT      | SPA DNS | POR 18   | CHN 12  | FRA Ab.  | ITA 19   | CAT 10  | GBR 3   | NED Ab. | ALL 10  | CZE Ab. | RSM 4   | IND 6   | JPN Ab. | AUS 9    | MAL INJ | VAL INJ |         |          |          |     |     | 13e  | 63   |
| 2009 | 125 cm3 | KTM    | QAT Ab.  | JPN 5   | SPA 3    | FRA Ab. | ITA 5    | CAT 5    | NED 10  | ALL 16  | GBR 3   | CZE 8   | IND 6   | RSM 4   | POR Ab. | AUS 9   | MAL Ab.  | VAL 17  |         |         |          |          |     |     | 8e   | 94   |
| 2010 | 125 cm3 | Derbi  | QAT 3    | SPA Ab. | FRA 3    | ITA 1   | GBR 1    | NED 1    | CAT 1   | ALL 1   | CZE 7   | IND 10  | RSM 1   | ARA Ab. | JPN 1   | MAL 1   | AUS 1    | POR 1   | VAL 4   |         |          |          |     |     | 1er  | 310  |
| 2011 | Moto2   | Suter  | QAT Ab.  | SPA Ab. | POR 21   | FRA 1   | CAT 2    | GBR Ab.  | NED 1   | ITA 1   | ALL 1   | CZE 2   | IND 1   | RSM 1   | ARA 1   | JAP 2   | AUS 3    | MAL Np. | VAL WD  |         |          |          |     |     | 2e   | 251  |
| 2012 | Moto2   | Suter  | QAT 1    | SPA 2   | POR 1    | FRA Ab. | CAT 3    | GBR 3    | NED 1   | ALL 1   | ITA 5   | IND 1   | CZE 1   | RSM 1   | ARA 2   | JAP 1   | MAL Ab.  | AUS 3   | VAL 1   |         |          |          |     |     | 1er  | 324  |
| 2013 | MotoGP  | Honda  | QAT 3    | AME 1   | SPA 2    | FRA 3   | ITA Ab.  | CAT 3    | NED 2   | ALL 1   | USA 1   | IND 1   | CZE 1   | GBR 2   | RSM 2   | ARA 1   | MAL 2    | AUS DSQ | JAP 2   | VAL 3   |          |          |     |     | 1er  | 334  |
| 2014 | MotoGP  | Honda  | QAT 1    | AME 1   | ARG 1    | SPA 1   | FRA 1    | ITA 1    | CAT 1   | NED 1   | ALL 1   | IND 1   | CZE 4   | GBR 1   | RSM 15  | ARA 13  | JAP 2    | AUS Ab. | MAL 1   | VAL 1   |          |          |     |     | 1er  | 362  |
| 2015 | MotoGP  | Honda  | QAT 5    | AME 1   | ARG Ab.  | ESP 2   | FRA 4    | ITA Ab.  | CAT Ab. | NED 2   | ALL 1   | IND 1   | CZE 2   | GBR Ab. | RSM 1   | ARA Ab. | JAP 4    | AUS 1   | MAL Ab. | VAL 2   |          |          |     |     | 3e   | 242  |
| 2016 | MotoGP  | Honda  | QAT 3    | ARG 1   | AME 1    | SPA 3   | FRA 13   | ITA 2    | CAT 2   | NED 2   | ALL 1   | AUT 5   | CZE 3   | GBR 4   | RSM 4   | ARA 1   | JAP 1    | AUS Ab. | MAL 11  | VAL 2   |          |          |     |     | 1er  | 298  |
| 2017 | MotoGP  | Honda  | QAT 4    | ARG Ab. | AME 1    | SPA 2   | FRA Ab.  | ITA 6    | CAT 2   | NED 3   | ALL 1   | CZE 1   | AUT 2   | GBR Ab. | RSM 1   | ARA 1   | JAP 2    | AUS 1   | MAL 4   | VAL 3   |          |          |     |     | 1er  | 298  |
| 2018 | MotoGP  | Honda  | QAT 2    | ARG 18  | AME 1    | SPA 1   | FRA 1    | ITA 16   | CAT 2   | NED 1   | ALL 1   | CZE 3   | AUT 2   | GBR C   | RSM 2   | ARA 1   | THA 1    | JAP 1   | AUS Ab. | MAL 1   | VAL Ab.  |          |     |     | 1er  | 321  |
| 2019 | MotoGP  | Honda  | QAT 2    | ARG 1   | AME Ab.  | SPA 1   | FRA 1    | ITA 2    | CAT 1   | NED 2   | ALL 1   | CZE 1   | AUT 2   | GBR 2   | RSM 1   | ARA 1   | THA 1    | JAP 1   | AUS 1   | MAL 2   | VAL 1    |          |     |     | 1er  | 420  |
| 2020 | MotoGP  | Honda  | ESP Ab.  | AND DNS | CZE INJ  | AUT INJ | STY INJ  | RSM INJ  | EMR INJ | CAT INJ | FRA INJ | ARA INJ | TER INJ | EUR INJ | VAL INJ | POR INJ |          |         |         |         |          |          |     |     | NC   | 0    |
| 2021 | MotoGP  | Honda  | QAT INJ  | DOH INJ | POR 7    | ESP 9   | FRA Ab.  | ITA Ab.  | CAT Ab. | ALL 1   | NED 7   | STY 8   | AUT 15  | GBR Ab. | ARA 2   | RSM 4   | AME 1    | EMR 1   | POR INJ | VAL INJ |          |          |     |     | 7e   | 142  |
| 2022 | MotoGP  | Honda  | QAT 5    | IND INJ | ARG INJ  | AME 6   | POR 6    | ESP 4    | FRA 6   | ITA 10  | CAT INJ | ALL INJ | NED INJ | GBR INJ | AUT INJ | RSM INJ | ARA Ab.  | JAP 4   | THA 5   | AUS 2   | MAL 7    | VAL Ab.  |     |     | 13e  | 113  |
| 2023 | MotoGP  | Honda  | POR Ab.3 | ARG     | AME      | ESP     | FRA Ab.5 | ITA Ab.7 | ALL DNS | NED DNS | GBR Ab. | AUT 12  | CAT 13  | RSM 7   | IND 93  | JPN 37  | IND Ab.  | AUS 15  | THA 64  | MAL 13  | QAT 11   | VAL Ab.3 |     |     | 14e  | 96   |
| 2024 | MotoGP  | Ducati | QAT 45   | POR 162 | AME Ab.2 | ESP 26  | FRA 2    | CAT 32   | ITA 42  | NED 10  | ALL 26  | GBR 4   | AUT 4   | ARA 1   | RSM 15  | EMI 34  | IND Ab.3 | JPN 3   | AUS 12  | THA 114 | MAL 12 2 | SOL 27   |     |     | 3e   | 392  |
| 2025 | MotoGP  | Ducati | THA 1    | ARG 1   | AME Ab.1 | QAT 1   | ESP 121  | FRA 21   | GBR 32  | ARA 1   | ITA 1   | NED 1   | ALL 1   | TCH 1   | AUT 1   | HON     | CAT      | RSM     | JPN     | IND     | AUS      | MAL      | POR | VAL | 1er* | 418* |

(*) Saison en cours

## Palmarès

### Victoires en Grand Prix
| Victoires en Grand Prix | Victoires en Grand Prix | Victoires en Grand Prix | Victoires en Grand Prix | Victoires en Grand Prix | Victoires en Grand Prix               | Victoires en Grand Prix | Victoires en Grand Prix | Victoires en Grand Prix    | Victoires en Grand Prix | Victoires en Grand Prix          | Victoires en Grand Prix |
| N°                      | Date                    | Classe                  | Saison                  | Grand Prix              | Circuit                               | Grille                  | Écart                   | Équipe                     | Constructeur            | Moto                             | Réf.                    |
| ----------------------- | ----------------------- | ----------------------- | ----------------------- | ----------------------- | ------------------------------------- | ----------------------- | ----------------------- | -------------------------- | ----------------------- | -------------------------------- | ----------------------- |
| 1                       | 6 juin 2010             | 125 cm3                 | 2010                    | Italie                  | Circuit du Mugello                    | 6                       | 0:00.039                | Red Bull Ajo Motorsport    | Derbi                   | Aprilia RS 125 R (Derbi RSA 125) | [ 149 ]                 |
| 2                       | 20 juin 2010            | 125 cm3                 | 2010                    | Grande-Bretagne         | Circuit de Siverstone                 | 1                       | 0:02.576                | Red Bull Ajo Motorsport    | Derbi                   | Aprilia RS 125 R (Derbi RSA 125) | [ 150 ]                 |
| 3                       | 26 juin 2010            | 125 cm3                 | 2010                    | Pays-Bas                | TT Circuit Assen                      | 1                       | 0:02.332                | Red Bull Ajo Motorsport    | Derbi                   | Aprilia RS 125 R (Derbi RSA 125) | [ 151 ]                 |
| 4                       | 4 juillet 2010          | 125 cm3                 | 2010                    | Catalogne               | Circuit de Barcelone                  | 1                       | 0:04.638                | Red Bull Ajo Motorsport    | Derbi                   | Aprilia RS 125 R (Derbi RSA 125) | [ 152 ]                 |
| 5                       | 18 juillet 2010         | 125 cm3                 | 2010                    | Allemagne               | Sachsenring                           | 1                       | 0:17.578                | Red Bull Ajo Motorsport    | Derbi                   | Aprilia RS 125 R (Derbi RSA 125) | [ 153 ]                 |
| 6                       | 5 septembre 2010        | 125 cm3                 | 2010                    | Saint-Marin             | Misano World Circuit Marco Simoncelli | 2                       | 0:02.185                | Red Bull Ajo Motorsport    | Derbi                   | Aprilia RS 125 R (Derbi RSA 125) | [ 154 ]                 |
| 7                       | 3 octobre 2010          | 125 cm3                 | 2010                    | Japon                   | Twin Ring Motegi                      | 1                       | 0:02.612                | Red Bull Ajo Motorsport    | Derbi                   | Aprilia RS 125 R (Derbi RSA 125) | [ 155 ]                 |
| 8                       | 10 octobre 2010         | 125 cm3                 | 2010                    | Malaisie                | Circuit international de Sepang       | 1                       | 0:02.341                | Red Bull Ajo Motorsport    | Derbi                   | Aprilia RS 125 R (Derbi RSA 125) | [ 156 ]                 |
| 9                       | 17 octobre 2010         | 125 cm3                 | 2010                    | Australie               | Circuit de Phillip Island             | 1                       | 0:06.062                | Red Bull Ajo Motorsport    | Derbi                   | Aprilia RS 125 R (Derbi RSA 125) | [ 157 ]                 |
| 10                      | 31 octobre 2010         | 125 cm3                 | 2010                    | Portugal                | Circuit d'Estoril                     | 11                      | 0:00.150                | Red Bull Ajo Motorsport    | Derbi                   | Aprilia RS 125 R (Derbi RSA 125) | [ 158 ]                 |
| 11                      | 15 mai 2011             | Moto2                   | 2011                    | France                  | Circuit Bugatti                       | 6                       | 0:01.982                | Team CatalunyaCaixa Repsol | Suter Racing Technology | Suter MMX                        | [ 159 ]                 |
| 12                      | 25 juin 2011            | Moto2                   | 2011                    | Pays-Bas                | TT Circuit Assen                      | 2                       | 0:02.397                | Team CatalunyaCaixa Repsol | Suter Racing Technology | Suter MMX                        | [ 160 ]                 |
| 13                      | 3 juillet 2011          | Moto2                   | 2011                    | Italie                  | Circuit du Mugello                    | 1                       | 0:00.071                | Team CatalunyaCaixa Repsol | Suter Racing Technology | Suter MMX                        | [ 161 ]                 |
| 14                      | 17 juillet 2011         | Moto2                   | 2011                    | Allemagne               | Sachsenring                           | 1                       | 0:00.896                | Team CatalunyaCaixa Repsol | Suter Racing Technology | Suter MMX                        | [ 162 ]                 |
| 15                      | 28 août 2011            | Moto2                   | 2011                    | Indianapolis            | Indianapolis Motor Speedway           | 1                       | 0:01.889                | Team CatalunyaCaixa Repsol | Suter Racing Technology | Suter MMX                        | [ 163 ]                 |
| 16                      | 4 septembre 2011        | Moto2                   | 2011                    | Saint-Marin             | Misano World Circuit Marco Simoncelli | 2                       | 0:00.619                | Team CatalunyaCaixa Repsol | Suter Racing Technology | Suter MMX                        | [ 164 ]                 |
| 17                      | 18 septembre 2011       | Moto2                   | 2011                    | Aragon                  | Circuit Motorland Aragon              | 1                       | 0:02.466                | Team CatalunyaCaixa Repsol | Suter Racing Technology | Suter MMX                        | [ 165 ]                 |
| 18                      | 8 avril 2012            | Moto2                   | 2012                    | Qatar                   | Circuit international de Losail       | 2                       | 0:00.061                | Team CatalunyaCaixa Repsol | Suter Racing Technology | Suter MMXII                      | [ 166 ]                 |
| 19                      | 6 mai 2012              | Moto2                   | 2012                    | Portugal                | Circuit d'Estoril                     | 1                       | 0:01.987                | Team CatalunyaCaixa Repsol | Suter Racing Technology | Suter MMXII                      | [ 167 ]                 |
| 20                      | 30 juin 2012            | Moto2                   | 2012                    | Pays-Bas                | TT Circuit Assen                      | 1                       | 0:00.405                | Team CatalunyaCaixa Repsol | Suter Racing Technology | Suter MMXII                      | [ 168 ]                 |
| 21                      | 8 juillet 2012          | Moto2                   | 2012                    | Allemagne               | Sachsenring                           | 1                       | 0:02.093                | Team CatalunyaCaixa Repsol | Suter Racing Technology | Suter MMXII                      | [ 169 ]                 |
| 22                      | 19 août 2012            | Moto2                   | 2012                    | Indianapolis            | Indianapolis Motor Speedway           | 2                       | 0:05.855                | Team CatalunyaCaixa Repsol | Suter Racing Technology | Suter MMXII                      | [ 170 ]                 |
| 23                      | 26 août 2012            | Moto2                   | 2012                    | République tchèque      | Circuit de Masaryk                    | 4                       | 0:00.061                | Team CatalunyaCaixa Repsol | Suter Racing Technology | Suter MMXII                      | [ 171 ]                 |
| 24                      | 16 septembre 2012       | Moto2                   | 2012                    | Saint-Marin             | Misano World Circuit Marco Simoncelli | 1                       | 0:00.359                | Team CatalunyaCaixa Repsol | Suter Racing Technology | Suter MMXII                      | [ 172 ]                 |
| 25                      | 14 octobre 2012         | Moto2                   | 2012                    | Japon                   | Twin Ring Motegi                      | 2                       | 0:00.415                | Team CatalunyaCaixa Repsol | Suter Racing Technology | Suter MMXII                      | [ 173 ]                 |
| 26                      | 11 novembre 2012        | Moto2                   | 2012                    | Valence                 | Circuit de Valence Ricardo Tormo      | 33                      | 0:01.256                | Team CatalunyaCaixa Repsol | Suter Racing Technology | Suter MMXII                      | [ 174 ]                 |
| 27                      | 21 avril 2013           | MotoGP                  | 2013                    | Amériques               | Circuit des Amériques                 | 1                       | 0:01.534                | Équipe Repsol Honda        | Honda                   | Honda RC213V                     | [ 175 ]                 |
| 28                      | 14 juillet 2013         | MotoGP                  | 2013                    | Allemagne               | Sachsenring                           | 1                       | 0:01.559                | Équipe Repsol Honda        | Honda                   | Honda RC213V                     | [ 176 ]                 |
| 29                      | 21 juillet 2013         | MotoGP                  | 2013                    | États-Unis              | Circuit de Laguna Seca                | 2                       | 0:02.298                | Équipe Repsol Honda        | Honda                   | Honda RC213V                     | [ 177 ]                 |
| 30                      | 18 août 2013            | MotoGP                  | 2013                    | Indianapolis            | Indianapolis Motor Speedway           | 1                       | 0:03.495                | Équipe Repsol Honda        | Honda                   | Honda RC213V                     | [ 178 ]                 |
| 31                      | 25 août 2013            | MotoGP                  | 2013                    | République tchèque      | Circuit de Masaryk                    | 3                       | 0:00.313                | Équipe Repsol Honda        | Honda                   | Honda RC213V                     | [ 179 ]                 |
| 32                      | 29 septembre 2013       | MotoGP                  | 2013                    | Aragon                  | Circuit Motorland Aragon              | 1                       | 0:01.356                | Équipe Repsol Honda        | Honda                   | Honda RC213V                     | [ 180 ]                 |
| 33                      | 23 mars 2014            | MotoGP                  | 2014                    | Qatar                   | Circuit international de Losail       | 1                       | 0:00.259                | Équipe Repsol Honda        | Honda                   | Honda RC213V                     | [ 181 ]                 |
| 34                      | 13 avril 2014           | MotoGP                  | 2014                    | Amériques               | Circuit des Amériques                 | 1                       | 0:04.124                | Équipe Repsol Honda        | Honda                   | Honda RC213V                     | [ 182 ]                 |
| 35                      | 27 avril 2014           | MotoGP                  | 2014                    | Argentine               | Autódromo Termas de Río Hondo         | 1                       | 0:01.827                | Équipe Repsol Honda        | Honda                   | Honda RC213V                     | [ 183 ]                 |
| 36                      | 4 mai 2014              | MotoGP                  | 2014                    | Espagne                 | Circuit de Jerez                      | 1                       | 0:01.431                | Équipe Repsol Honda        | Honda                   | Honda RC213V                     | [ 184 ]                 |
| 37                      | 18 mai 2014             | MotoGP                  | 2014                    | France                  | Circuit Bugatti                       | 1                       | 0:01.486                | Équipe Repsol Honda        | Honda                   | Honda RC213V                     | [ 185 ]                 |
| 38                      | 1er juin 2014           | MotoGP                  | 2014                    | Italie                  | Circuit du Mugello                    | 1                       | 0:00.121                | Équipe Repsol Honda        | Honda                   | Honda RC213V                     | [ 186 ]                 |
| 39                      | 15 juin 2014            | MotoGP                  | 2014                    | Catalogne               | Circuit de Barcelone                  | 3                       | 0:00.512                | Équipe Repsol Honda        | Honda                   | Honda RC213V                     | [ 187 ]                 |
| 40                      | 28 juin 2014            | MotoGP                  | 2014                    | Pays-Bas                | TT Circuit Assen                      | 2                       | 0:06.714                | Équipe Repsol Honda        | Honda                   | Honda RC213V                     | [ 188 ]                 |
| 41                      | 13 juillet 2014         | MotoGP                  | 2014                    | Allemagne               | Sachsenring                           | 1                       | 0:01.466                | Équipe Repsol Honda        | Honda                   | Honda RC213V                     | [ 189 ]                 |
| 42                      | 10 août 2014            | MotoGP                  | 2014                    | Indianapolis            | Indianapolis Motor Speedway           | 1                       | 0:01.803                | Équipe Repsol Honda        | Honda                   | Honda RC213V                     | [ 190 ]                 |
| 43                      | 31 août 2014            | MotoGP                  | 2014                    | Grande-Bretagne         | Circuit de Siverstone                 | 1                       | 0:00.732                | Équipe Repsol Honda        | Honda                   | Honda RC213V                     | [ 191 ]                 |
| 44                      | 26 octobre 2014         | MotoGP                  | 2014                    | Malaisie                | Circuit international de Sepang       | 1                       | 0:02.445                | Équipe Repsol Honda        | Honda                   | Honda RC213V                     | [ 192 ]                 |
| 45                      | 9 novembre 2014         | MotoGP                  | 2014                    | Valence                 | Circuit de Valence Ricardo Tormo      | 5                       | 0:03.516                | Équipe Repsol Honda        | Honda                   | Honda RC213V                     | [ 193 ]                 |
| 46                      | 12 avril 2015           | MotoGP                  | 2015                    | Amériques               | Circuit des Amériques                 | 1                       | 0:02.354                | Équipe Repsol Honda        | Honda                   | Honda RC213V                     | [ 194 ]                 |
| 47                      | 12 juillet 2015         | MotoGP                  | 2015                    | Allemagne               | Sachsenring                           | 1                       | 0:02.226                | Équipe Repsol Honda        | Honda                   | Honda RC213V                     | [ 195 ]                 |
| 48                      | 9 août 2015             | MotoGP                  | 2015                    | Indianapolis            | Indianapolis Motor Speedway           | 1                       | 0:00.688                | Équipe Repsol Honda        | Honda                   | Honda RC213V                     | [ 196 ]                 |
| 49                      | 13 septembre 2015       | MotoGP                  | 2015                    | Saint-Marin             | Misano World Circuit Marco Simoncelli | 2                       | 0:07.288                | Équipe Repsol Honda        | Honda                   | Honda RC213V                     | [ 197 ]                 |
| 50                      | 18 octobre 2015         | MotoGP                  | 2015                    | Australie               | Circuit de Phillip Island             | 1                       | 0:00.249                | Équipe Repsol Honda        | Honda                   | Honda RC213V                     | [ 198 ]                 |
| 51                      | 3 avril 2016            | MotoGP                  | 2016                    | Argentine               | Autódromo Termas de Río Hondo         | 1                       | 0:07.679                | Équipe Repsol Honda        | Honda                   | Honda RC213V                     | [ 199 ]                 |
| 52                      | 10 avril 2016           | MotoGP                  | 2016                    | Amériques               | Circuit des Amériques                 | 1                       | 0:06.107                | Équipe Repsol Honda        | Honda                   | Honda RC213V                     | [ 200 ]                 |
| 53                      | 17 juillet 2016         | MotoGP                  | 2016                    | Allemagne               | Sachsenring                           | 1                       | 0:09.857                | Équipe Repsol Honda        | Honda                   | Honda RC213V                     | [ 201 ]                 |
| 54                      | 25 septembre 2016       | MotoGP                  | 2016                    | Aragon                  | Circuit Motorland Aragon              | 1                       | 0:02.740                | Équipe Repsol Honda        | Honda                   | Honda RC213V                     | [ 202 ]                 |
| 55                      | 16 octobre 2016         | MotoGP                  | 2016                    | Japon                   | Twin Ring Motegi                      | 2                       | 0:02.992                | Équipe Repsol Honda        | Honda                   | Honda RC213V                     | [ 203 ]                 |
| 56                      | 23 avril 2017           | MotoGP                  | 2017                    | Amériques               | Circuit des Amériques                 | 1                       | 0:03.069                | Équipe Repsol Honda        | Honda                   | Honda RC213V                     | [ 204 ]                 |
| 57                      | 2 juillet 2017          | MotoGP                  | 2017                    | Allemagne               | Sachsenring                           | 1                       | 0:03.310                | Équipe Repsol Honda        | Honda                   | Honda RC213V                     | [ 205 ]                 |
| 58                      | 6 août 2017             | MotoGP                  | 2017                    | République tchèque      | Circuit de Masaryk                    | 1                       | 0:12.438                | Équipe Repsol Honda        | Honda                   | Honda RC213V                     | [ 206 ]                 |
| 59                      | 10 septembre 2017       | MotoGP                  | 2017                    | Saint-Marin             | Misano World Circuit Marco Simoncelli | 3                       | 0:01.192                | Équipe Repsol Honda        | Honda                   | Honda RC213V                     | [ 207 ]                 |
| 60                      | 24 septembre 2017       | MotoGP                  | 2017                    | Aragon                  | Circuit Motorland Aragon              | 5                       | 0:00.879                | Équipe Repsol Honda        | Honda                   | Honda RC213V                     | [ 208 ]                 |
| 61                      | 22 octobre 2017         | MotoGP                  | 2017                    | Australie               | Circuit de Phillip Island             | 1                       | 0:01.799                | Équipe Repsol Honda        | Honda                   | Honda RC213V                     | [ 209 ]                 |
| 62                      | 22 avril 2018           | MotoGP                  | 2018                    | Amériques               | Circuit des Amériques                 | 4                       | 0:03.560                | Équipe Repsol Honda        | Honda                   | Honda RC213V                     | [ 210 ]                 |
| 63                      | 6 mai 2018              | MotoGP                  | 2018                    | Espagne                 | Circuit de Jerez                      | 5                       | 0:05.241                | Équipe Repsol Honda        | Honda                   | Honda RC213V                     | [ 211 ]                 |
| 64                      | 20 mai 2018             | MotoGP                  | 2018                    | France                  | Circuit Bugatti                       | 2                       | 0:02.310                | Équipe Repsol Honda        | Honda                   | Honda RC213V                     | [ 212 ]                 |
| 65                      | 1er juillet 2018        | MotoGP                  | 2018                    | Pays-Bas                | TT Circuit Assen                      | 1                       | 0:02.269                | Équipe Repsol Honda        | Honda                   | Honda RC213V                     | [ 213 ]                 |
| 66                      | 15 juillet 2018         | MotoGP                  | 2018                    | Allemagne               | Sachsenring                           | 1                       | 0:02.196                | Équipe Repsol Honda        | Honda                   | Honda RC213V                     | [ 214 ]                 |
| 67                      | 23 septembre 2018       | MotoGP                  | 2018                    | Aragon                  | Circuit Motorland Aragon              | 3                       | 0:00.648                | Équipe Repsol Honda        | Honda                   | Honda RC213V                     | [ 215 ]                 |
| 68                      | 7 octobre 2018          | MotoGP                  | 2018                    | Thaïlande               | Circuit international de Buriram      | 1                       | 0:00.115                | Équipe Repsol Honda        | Honda                   | Honda RC213V                     | [ 216 ]                 |
| 69                      | 21 octobre 2018         | MotoGP                  | 2018                    | Japon                   | Twin Ring Motegi                      | 6                       | 0:01.573                | Équipe Repsol Honda        | Honda                   | Honda RC213V                     | [ 217 ]                 |
| 70                      | 4 novembre 2018         | MotoGP                  | 2018                    | Malaisie                | Circuit international de Sepang       | 7                       | 0:01.898                | Équipe Repsol Honda        | Honda                   | Honda RC213V                     | [ 218 ]                 |
| 71                      | 31 mars 2019            | MotoGP                  | 2019                    | Argentine               | Autódromo Termas de Río Hondo         | 1                       | 0:09.816                | Équipe Repsol Honda        | Honda                   | Honda RC213V                     | [ 219 ]                 |
| 72                      | 5 mai 2019              | MotoGP                  | 2019                    | Espagne                 | Circuit de Jerez                      | 3                       | 0:01.654                | Équipe Repsol Honda        | Honda                   | Honda RC213V                     | [ 220 ]                 |
| 73                      | 19 mai 2019             | MotoGP                  | 2019                    | France                  | Circuit Bugatti                       | 1                       | 0:01.984                | Équipe Repsol Honda        | Honda                   | Honda RC213V                     | [ 221 ]                 |
| 74                      | 16 juin 2019            | MotoGP                  | 2019                    | Catalogne               | Circuit de Barcelone                  | 2                       | 0:02.660                | Équipe Repsol Honda        | Honda                   | Honda RC213V                     | [ 222 ]                 |
| 75                      | 7 juillet 2019          | MotoGP                  | 2019                    | Allemagne               | Sachsenring                           | 1                       | 0:04.587                | Équipe Repsol Honda        | Honda                   | Honda RC213V                     | [ 223 ]                 |
| 76                      | 4 août 2019             | MotoGP                  | 2019                    | République tchèque      | Circuit de Masaryk                    | 1                       | 0:02.452                | Équipe Repsol Honda        | Honda                   | Honda RC213V                     | [ 224 ]                 |
| 77                      | 15 septembre 2019       | MotoGP                  | 2019                    | Saint-Marin             | Misano World Circuit Marco Simoncelli | 5                       | 0:00.903                | Équipe Repsol Honda        | Honda                   | Honda RC213V                     | [ 225 ]                 |
| 78                      | 22 septembre 2019       | MotoGP                  | 2019                    | Aragon                  | Circuit Motorland Aragon              | 1                       | 0:04.836                | Équipe Repsol Honda        | Honda                   | Honda RC213V                     | [ 226 ]                 |
| 79                      | 6 octobre 2019          | MotoGP                  | 2019                    | Thaïlande               | Circuit international de Buriram      | 3                       | 0:00.171                | Équipe Repsol Honda        | Honda                   | Honda RC213V                     | [ 227 ]                 |
| 80                      | 20 octobre 2019         | MotoGP                  | 2019                    | Japon                   | Twin Ring Motegi                      | 1                       | 0:00.870                | Équipe Repsol Honda        | Honda                   | Honda RC213V                     | [ 228 ]                 |
| 81                      | 27 octobre 2019         | MotoGP                  | 2019                    | Australie               | Circuit de Phillip Island             | 3                       | 0:11.413                | Équipe Repsol Honda        | Honda                   | Honda RC213V                     | [ 229 ]                 |
| 82                      | 17 novembre 2019        | MotoGP                  | 2019                    | Valence                 | Circuit de Valence Ricardo Tormo      | 2                       | 0:01.026                | Équipe Repsol Honda        | Honda                   | Honda RC213V                     | [ 230 ]                 |
| 83                      | 20 juin 2021            | MotoGP                  | 2021                    | Allemagne               | Sachsenring                           | 5                       | 0:01.610                | Équipe Repsol Honda        | Honda                   | Honda RC213V                     | [ 231 ]                 |
| 84                      | 3 octobre 2021          | MotoGP                  | 2021                    | Amériques               | Circuit des Amériques                 | 3                       | 0:04.679                | Équipe Repsol Honda        | Honda                   | Honda RC213V                     | [ 232 ]                 |
| 85                      | 24 octobre 2021         | MotoGP                  | 2021                    | Émilie-Romagne          | Misano World Circuit Marco Simoncelli | 7                       | 0:04.859                | Équipe Repsol Honda        | Honda                   | Honda RC213V                     | [ 233 ]                 |
| 86                      | 1er septembre 2024      | MotoGP                  | 2024                    | Aragon                  | Circuit Motorland Aragon              | 1                       | 0.04.789                | Gresini Racing             | Ducati                  | Ducati Desmosedici GP 23         |                         |
| 87                      | 8 septembre 2024        | MotoGP                  | 2024                    | Saint-Marin             | Misano World Circuit Marco Simoncelli | 9                       | 0.03.102                | Gresini Racing             | Ducati                  | Ducati Desmosedici GP 23         |                         |
| 88                      | 20 octobre 2024         | MotoGP                  | 2024                    | Australie               | Circuit de Phillip Island             | 2                       | 0.00.997                | Gresini Racing             | Ducati                  | Ducati Desmosedici GP 23         |                         |
| 89                      | 2 mars 2025             | MotoGP                  | 2025                    | Thailande               | Circuit international de Buriram      | 1                       | 0.01.732                | Ducati Lenovo Team         | Ducati                  | Ducati Desmosedici GP 25         | [ 234 ]                 |
| 90                      | 16 mars 2025            | MotoGP                  | 2025                    | Argentine               | Autódromo Termas de Río Hondo         | 1                       | 0.01.362                | Ducati Lenovo Team         | Ducati                  | Ducati Desmosedici GP 25         | [ 142 ]                 |
| 91                      | 13 avril 2025           | MotoGP                  | 2025                    | Qatar                   | Circuit international de Losail       | 1                       | 0.04.535                | Ducati Lenovo Team         | Ducati                  | Ducati Desmosedici GP 25         | [ 235 ]                 |
| 92                      | 8 juin 2025             | MotoGP                  | 2025                    | Aragon                  | Circuit Motorland Aragon              | 1                       | 0.01.107                | Ducati Lenovo Team         | Ducati                  | Ducati Desmosedici GP 25         |                         |
| 93                      | 22 juin 2025            | MotoGP                  | 2025                    | Italie                  | Circuit du Mugello                    | 1                       | 0.01.942                | Ducati Lenovo Team         | Ducati                  | Ducati Desmosedici GP 25         |                         |
| 94                      | 29 juin 2025            | MotoGP                  | 2025                    | Pays-Bas                | TT Circuit Assen                      | 4                       | 0.00.635                | Ducati Lenovo Team         | Ducati                  | Ducati Desmosedici GP 25         |                         |
| 95                      | 13 juillet 2025         | MotoGP                  | 2025                    | Allemagne               | Sachsenring                           | 1                       | 0.06.380                | Ducati Lenovo Team         | Ducati                  | Ducati Desmosedici GP 25         |                         |
| 96                      | 20 juillet 2025         | MotoGP                  | 2025                    | République tchèque      | Circuit de Masaryk                    | 2                       | 0.01.753                | Ducati Lenovo Team         | Ducati                  | Ducati Desmosedici GP 25         |                         |
| 97                      | 17 août 2025            | MotoGP                  | 2025                    | Autriche                | Circuit de Spielberg                  | 4                       | 0.01.118                | Ducati Lenovo Team         | Ducati                  | Ducati Desmosedici GP 25         |                         |

### Victoires par Grand Prix
| N°                  | Grand Prix                            | Années                                                                 | Victoires |
| ------------------- | ------------------------------------- | ---------------------------------------------------------------------- | --------- |
| 1                   | Sachsenring                           | 2010, 2011, 2012, 2013, 2014, 2015, 2016, 2017, 2018, 2019, 2021, 2025 | 12        |
| 2                   | Circuit Motorland Aragon              | 2011, 2013, 2016, 2017, 2018, 2019, 2024, 2025                         | 8         |
| 3                   | Misano World Circuit Marco Simoncelli | 2010, 2011, 2012, 2015, 2017, 2019, 2021, 2024                         | 8         |
| 4                   | Circuit des Amériques                 | 2013, 2014, 2015, 2016, 2017, 2018, 2021                               | 7         |
| 5                   | TT Circuit Assen                      | 2010, 2011, 2012, 2014, 2018, 2025                                     | 6         |
| 6                   | Indianapolis Motor Speedway           | 2011, 2012, 2013, 2014, 2015                                           | 5         |
| 7                   | Circuit de Phillip Island             | 2010, 2015, 2017, 2019, 2024                                           | 5         |
| 8                   | Twin Ring Motegi                      | 2010, 2012, 2016, 2018, 2019                                           | 5         |
| 9                   | Circuit de Masaryk                    | 2012, 2013, 2017, 2019, 2025                                           | 5         |
| 10                  | Circuit Bugatti                       | 2011, 2014, 2018, 2019                                                 | 4         |
| 11                  | Autódromo Termas de Río Hondo         | 2014, 2016, 2019, 2025                                                 | 4         |
| 12                  | Circuit du Mugello                    | 2010, 2011, 2014, 2025                                                 | 4         |
| 13                  | Circuit international de Sepang       | 2010, 2014, 2018                                                       | 3         |
| 14                  | Circuit de Barcelone                  | 2010, 2014, 2019                                                       | 3         |
| 15                  | Circuit de Jerez                      | 2014, 2018, 2019                                                       | 3         |
| 16                  | Circuit international de Buriram      | 2018, 2019, 2025                                                       | 3         |
| 17                  | Circuit international de Losail       | 2012, 2014, 2025                                                       | 3         |
| 18                  | Circuit de Valence Ricardo Tormo      | 2012, 2014, 2019                                                       | 3         |
| 19                  | Circuit d'Estoril                     | 2010, 2012                                                             | 2         |
| 20                  | Circuit de Silverstone                | 2010, 2014                                                             | 2         |
| 21                  | Circuit de Laguna Seca                | 2013                                                                   | 1         |
| 22                  | Circuit de Spielberg                  | 2025                                                                   | 1         |
| Nombre de victoires | Nombre de victoires                   | Nombre de victoires                                                    | 97        |